# Morley Roberts
Pour les articles homonymes, voir Roberts.
Morley Roberts, né le 29 décembre 1857 à  Londres et mort dans la même ville le 8 juin 1942 est un romancier et nouvelliste anglais, principalement connu pour La Vie Privée d'Henry Maitland, une biographie romancée de son ami d'études, l'écrivain George Gissing (1857-1903), parue en 1912.

## Biographie

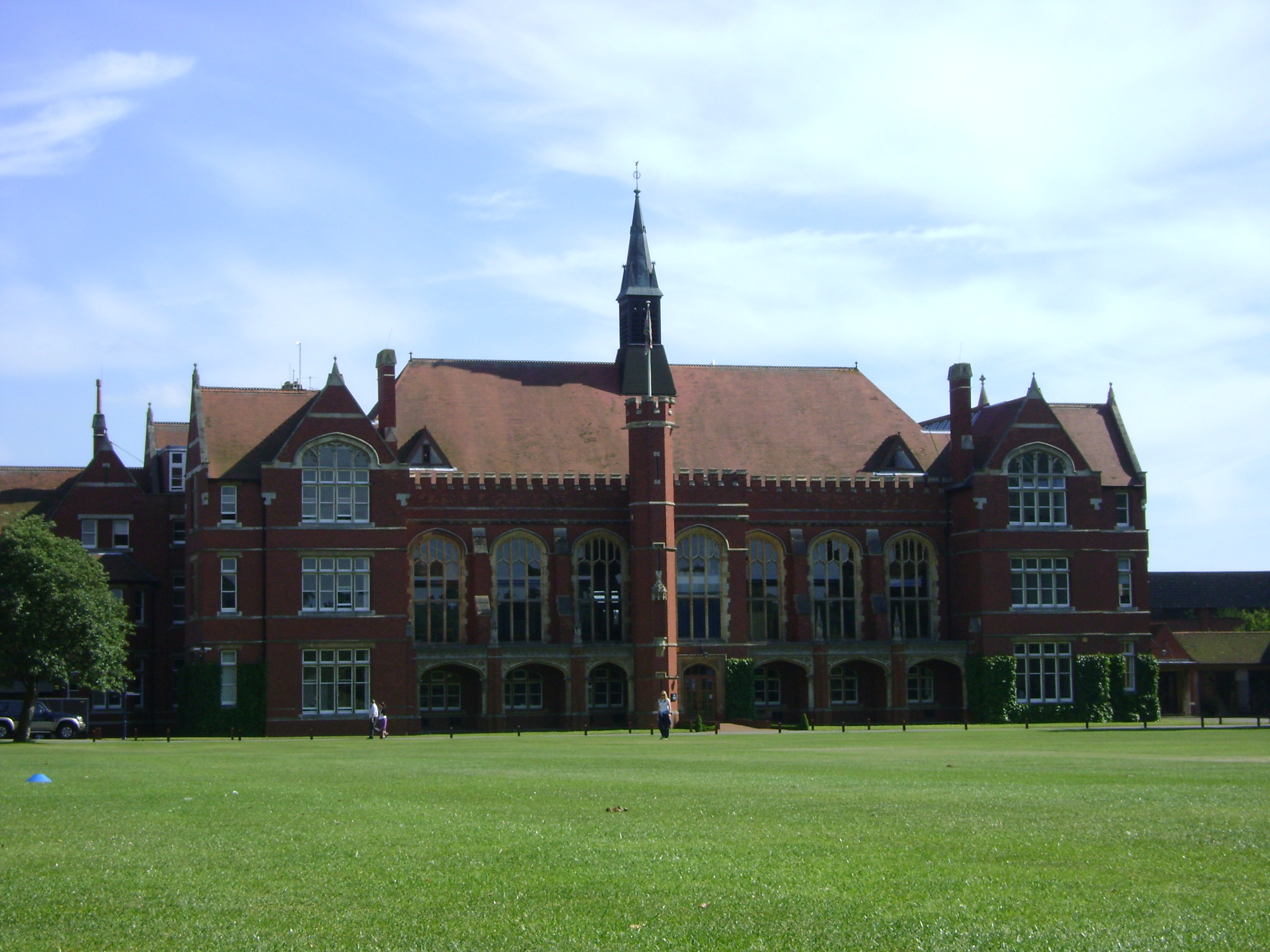
L’école Bedford School, bâtiment principal.

Fils d'un inspecteur des impôts, il fait ses études à Bedford School et au Collège Owens de Manchester, en Angleterre, où il se lie d'amitié avec le futur écrivain George Gissing.
Vers la fin de l'année 1876, il s'embarque pour l'Australie et arrive à Melbourne en janvier 1877. Il mène au cours des trois années suivantes une vie de colon, principalement dans les élevages de moutons de Nouvelle-Galles du Sud. Puis, il regagne Londres, où il travaille un certain temps au War Office et dans d'autres ministères. Mais, bientôt repris par son goût du voyage, il exerce divers métiers aux États-Unis et au Canada, entre 1884 et 1886. Par la suite, il sillonne l'Océanie, l'Australie, l'Afrique du Sud, et plusieurs autres parties du monde.
Roberts va puiser librement dans ses expériences de voyage pour écrire ses livres, dont le premier est intitulé The Western Avernus (L'Averne occidental , 1887). Vient ensuite, à partir de 1890, une  longue série de romans et de nouvelles. Parmi ses romans, Rachel Marr (1903) est particulièrement apprécié par William Henry Hudson, et La Vie Privée d'Henry Maitland (1912), inspiré de la vie de son ami, le romancier George Gissing, est sans doute son œuvre la plus connue. Roberts est aussi l'auteur d'essais, de biographies, de pièces dramatiques et de poésies, et s'est livré en outre à des travaux de biologie.
Il a eu pour épouse Alice Slous, la fille du dramaturge Angiolo Robson Slous,.
Bien que n'ayant passé que quelques années en Australie, on trouve dans son œuvre de nombreuses références à ce pays. Une bibliographie complète de l'ensemble de son œuvre, ainsi que des autres publications à son sujet figurent dans le numéro de juillet 2012 de English Literature in Transition, sous la plume de Markus Neacey. Roberts a rédigé plusieurs articles pour le Gissing Journal. L'éditeur Victorian Secrets a publié un recueil académique intitulé Selected Stories of Morley Roberts (Sélection de récits de Morley Roberts) (Brighton: Victorian Secrets, 2015), avec une introduction de Markus Neacey.

## Œuvres
- The Idlers (1906)[6]
- (en) Morley Roberts, The Private Life of Henry Maitland, 1912 (lire en ligne)

Sélection de nouvelles :
- King Billy of Ballarat and Other Stories, Lawrence & Bullen (London), 1892 (including: "Father and Son")
- Red Earth, Lawrence & Bullen (London), 1894 (including: "Wide Bay Bar".)
- The Keeper of the Waters, Skeffington & Son (London), 1898 (including: "The Anticipator".)
- Midsummer Madness, Eveleigh Nash (London), 1909 (including: "The Bood Fetish")[7],[8]